# Giovanni Battista Bassani
Giovanni Battista Bassani (Pádua, 1647 ou 1657? – Bergamo, 1 de outubro de 1716) foi um professor, compositor, violinista e organista italiano.

## Biografia
Bassani nasceu em Pádua. Pensa-se que ele estudou em Veneza com Daniele Castrovillari e em Ferrara com Giovanni Legrenzi. Charles Burney e John Hawkins afirmaram que ele ensinou Arcangelo Corelli, mas não há evidências sólidas para esta afirmação. Ele era um organista na Accademia della Morte em Ferrara desde 1667, mas provavelmente tinha saído em 1675. Ele publicou sua primeira música em 1677; a página de rosto o chama de maestro da música na Confraternità della Morte em Finale Emilia, não muito longe de Modena. Ele era o maestro do corona corte do duque Alessandro II della Mirandola em 1680, e foi eleito príncipe da Accademica Filarmonica em Bolonha. Ele se tornou maestro di cappella na Accademia della Morte em Ferrara em 1683, e depois maestro di cappella na Catedral de Ferrara em 1686. Por suas contribuições para a vida musical de Ferrara, ele era frequentemente chamado de "Bassani de Ferrara". Ele escreveu 76 serviços liturgicamente ordenados para uso na Catedral de Ferrara entre 1710 e 1712. Ele se tornou o diretor de música em Santa Maria Maggiore em Bérgamo em 1712, e também lecionou na Congregazione di Carità na mesma cidade até sua morte.
Bassani foi um violinista célebre em sua própria época, e sua fama foi agravada pelos elogios de Burney a ele. Seu trio sonatas são suas peças mais conhecidas e executadas com mais frequência nos tempos modernos. Ele escreveu 13 oratórios, mas apenas quatro sobreviveram, e todas as suas 13 óperas foram perdidas, exceto algumas árias de Gli amori alla moda.

## Trabalhos
Óperas
- L'amorosa preda di Paride, 1683
- Falarido, tiranno d'Agrigento, 1685
- L'Alarico, re de'Goti, 1685
- Vitige, re de'Vandalia, 1686
- Agrippina in Baia, 1687
- Gli amori alla moda, 1688
- Il trionfo di Venere in Ida, 1688
- La Ginevra, infanta di Scozia, 1690
- Le vicende di cocceio Nerva, 1691
- Gli amori tra gl'odii, o sia Il Ramiro in Norvegia, 1693
- Roderico, 1696
- Armida al campo, 1711

Oratórios
- L'Esaltazione di S Croce, 1675
- L'Epulone, 1675
- La tromba della divina misericordia, 1676
- L'amore ingeniero, 1678
- Il mistico Roveto, 1681
- La morte delusa, 1686
- Il Davide punito overo La pestilente strage d'Israele, 1686; interpretada como Na lua eclipsada pelo valor cristão, 1687, e como A triunfante Pietà da Morte, 1692 e 1697
- Mosè risorto dalle acque, 1694
- Il conte di Bacheville, 1696
- Susanna, 1697
- Gl'impegni del divino amore nel transito della Beata; Caterina Vegri conhecida como de Bolonha, 1703
- Il trionfo della Fede, 1704

Outros trabalhos vocais
- 8 masses
- pelo menos 20 motetos
- várias obras vocais solo sagradas e obras corais
- 76 serviços, a maioria com quatro vozes solo, coro e baixo contínuo

Música instrumental
- 16 trio sonatas
- 12 sinfonias de igreja, op. 5, 1683